# Cranbrook (Kent)

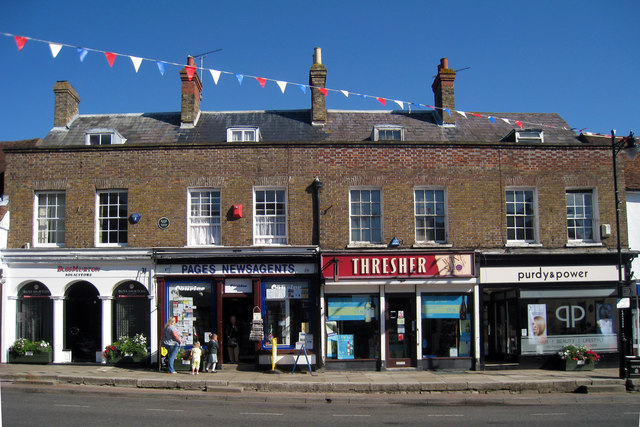
Geschäfte in der High Street

Cranbrook ist eine Kleinstadt in Kent in South East England, der 1290 die Marktrechte von Erzbischof Peckham verliehen wurden. Der Ort liegt an der Straße von Maidstone nach Hastings ungefähr 8 km nördlich von Hawkhurst. Cranbrook bildet zusammen mit Sissinghurst und weiteren kleineren Siedlungen wie Colliers Green oder Hartley eine Gemeinde. Cranbrook ist als kleines Versorgungszentrum für den ländlichen Raum eingestuft.

## Namensherkunft
Der Name des Ortes leitet sich vom altenglischen cran broc her, das als Kranich-Bruch übersetzt werden kann. Der Name lässt also auf ein ehemaliges Feuchtgebiet mit reichhaltiger Tierwelt schließen. Die Schreibweise hat sich im Laufe der Zeit verändert, von Cranebroca um 1100 über die 1226 urkundlich nachgewiesene Form Cranebroc und die Form Cranbrooke des frühen 17. Jahrhunderts bis zum heutigen Cranbrook.

## Geschichte

### Wirtschaft
Cranbrook entwickelte sich nach Verleihung der Marktrechte zu einem Zentrum der örtlichen Tuchherstellung. Darüber hinaus gab es eisenverarbeitende Betriebe in der Nähe am River Teise. Als die Tuchherstellung immer mehr an Bedeutung verlor, wurde die Landwirtschaft wieder zur wirtschaftlichen Grundlage des Ortes und ist es bis heute geblieben.

### Kirche
Die örtliche Kirche wurde St. Dunstan geweiht und wird bis heute häufig als „Cathedral of the Weald“, bezeichnet. Die heutige Kirche stammt größtenteils aus der Mitte des 16. Jahrhunderts, lässt sich aber bis ins 11. Jahrhundert nachweisen. Einige der Glasfenster, von denen eines die Pilgerfahrt Sir Robert Guilfords ins Heilige Land zeigt, stammen ebenfalls aus dem 16. Jahrhundert. Der 30 m hohe Turm wurde 1425 fertig gestellt und besitzt einen Prototyp der Turmuhr für Big Ben in London.

### Mühlen

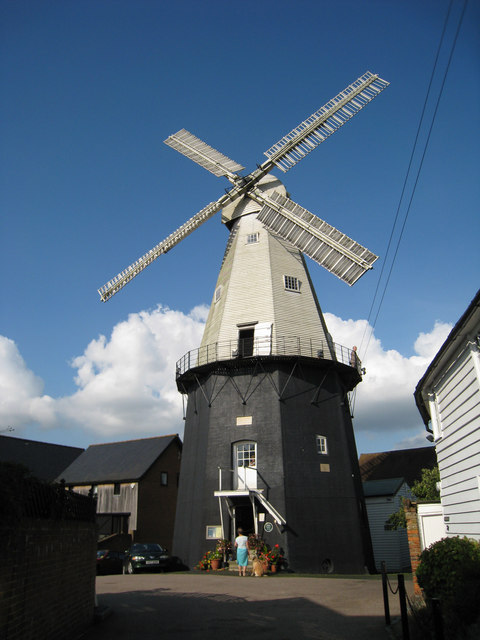
Union Mill.

Am River Beult gab es ungefähr siebzehn Wassermühlen. Cranbrook ist jedoch eher für seine historisch nachweisbaren vier Windmühlen bekannt, von denen eine bis ins 21. Jahrhundert überlebt hat.
- Windmill Hill: Diese Mühle ist 1736 und 1769 auf Karten von Kent verzeichnet. Sie befand sich ungefähr 400 m westnordwestlich der Kirche.
- Saint's Hill: Diese Mühle ist 1769 auf einer Karte von Kent verzeichnet. Sie befand sich ungefähr 2,6 km nordöstlich der Kirche.
- Cranbrook Common: Bei dieser Mühle soll es sich um eine weitgehend handbetriebene Holländerwindmühle gehandelt haben. Sie ist auf Karten von 1858 und 1872 verzeichnet. Die Mühle wurde bis 1876 betrieben und 1902 abgerissen, sie befand sich ungefähr 2,8 km nordnordöstlich der Kirche.
- Union Mill: Eine der heute noch existierenden Windmühlen in Kent. Die Union Mill wurde 1814 für Henry Dobell gebaut und nach dem endgültigen Abschluss seines Insolvenzverfahrens ab 1832 durch die Familie Russell bewirtschaftet. Seit 1960[6] ist sie im Besitz des County Kent und wurde umfangreich restauriert. Die Mühle steht ungefähr 400 m südöstlich der Kirche.

### Kunst
Während der zweiten Hälfte des 19. Jahrhunderts gab es eine örtliche Gruppe von Malern, die als „Cranbrook Colony“ zusammengefasst werden. Die Werke ihrer Mitglieder zeigen hauptsächlich Szenen des damaligen Alltags- und Familienlebens im ländlichen Kent.

### Brauerei
Im Ortsteil Baker's Cross gab es bereits im frühen 16. Jahrhundert eine Mühle und später einen Betrieb zur Tuchherstellung, der zum Ende des 16. Jahrhunderts aufgegeben wurde. Bis zum Ende des 18. Jahrhunderts war hier ein Bauernhof und eine Ziegelei ansässig, Ende des 18. Jahrhunderts begann der Aufbau einer Brauerei. Nach einigen Eigentümerwechseln erlebte sie unter der Leitung der Familie Tooth einen deutlichen Aufschwung. Die Brauerei gilt als eine der Grundlagen der australischen Brauerei Tooth & Co. Um 1900 war die Brauerei ein florierender Betrieb und ein wichtiger lokaler Wirtschaftsfaktor. Im Zuge der Konzentration englischer Brauereien wurde sie 1928 durch größere Firmen aufgekauft und in den folgenden Jahren schrittweise stillgelegt. Heute sind in Baker's Cross nur noch wenige Reste des Brauereibetriebs sichtbar.

## Cranbrook Anfang des 21. Jahrhunderts
In Cranbrook gibt es ein kleines Geschäftszentrum und Filialen von sechs verschiedenen Bankinstituten.
Der Ort besitzt eine Vielzahl von staatlichen und privaten Schulen, mit denen die wichtigsten Zweige des englischen Schulsystems abgedeckt sind.
Wichtige Sportvereine sind der Cranbrook Football Club (Fußball) und der Cranbrook Rugby Football Club (Rugby). Das kommerzielle Sportzentrum The Weald Sports Centre bietet diverse Innen- und Außenplätze, einschließlich Tennisplätze, und eine Schwimmhalle.
Das örtliche Theater Queen’s Hall Theatre ist ein Teil der Schule von Cranbrook. Es unterstützt lokale und regionale Theatergruppen, wie die Cambridge Footlights und die Cranbrook Opera and Dramatic Society. Die örtliche Pantomime-Gruppe inszeniert jährlich ein verändertes Showprogramm. Das Theater ist ebenfalls einer der Auftrittsorte der Cranbrook Town Band, einer seit den 1920er-Jahren bestehenden Brassband, die auch in anderen Orten Kents gastiert.
Das Heimatmuseum Cranbrook Museum gibt eine Übersicht der lokalen Geschichte.

## Infrastruktur

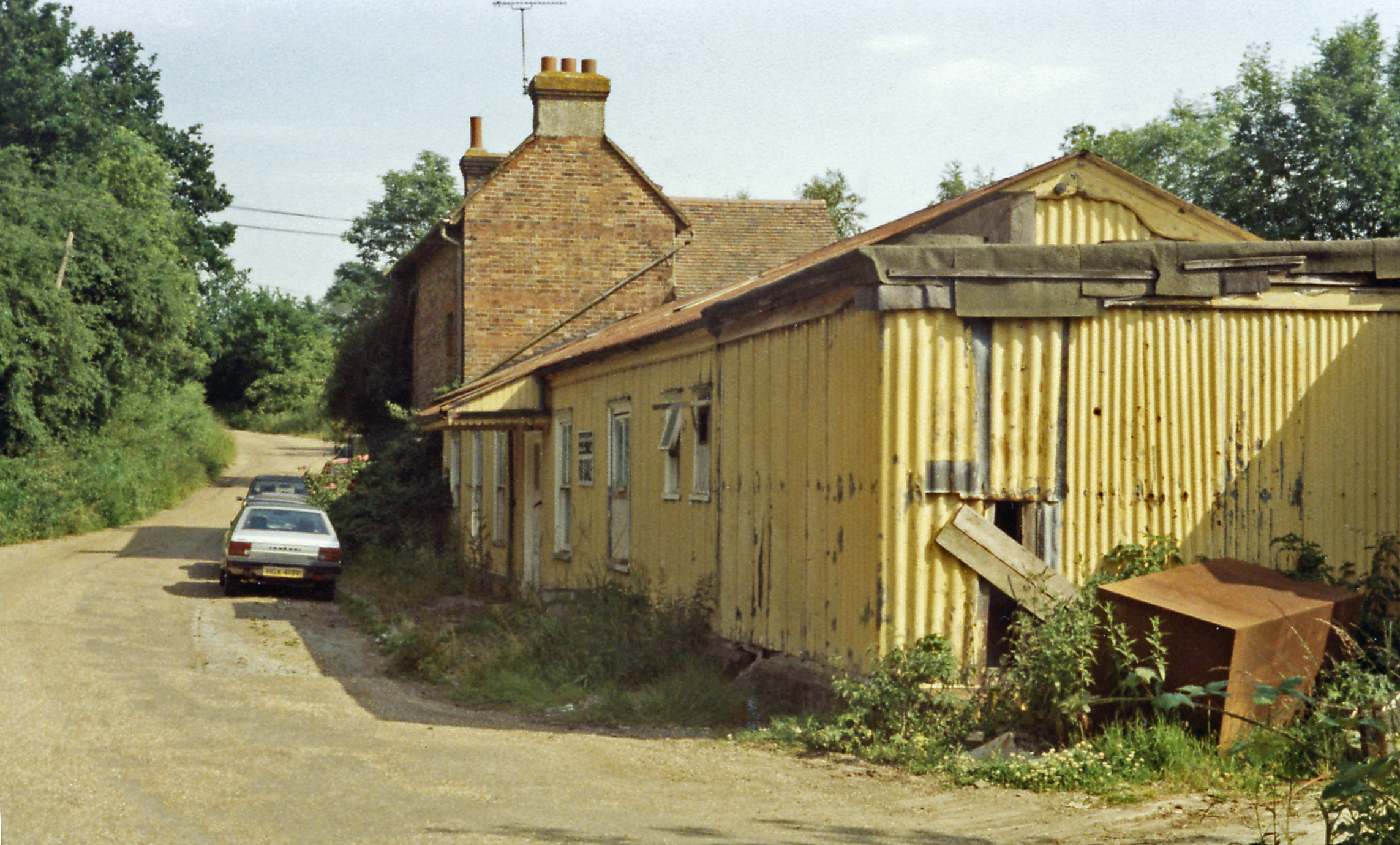
Reste des Bahnhofs Cranbrook im Jahr 1984

Im 19. Jahrhundert erhielt der Ort einen Eisenbahnanschluss und einen Bahnhof in Hartley. Der Betrieb der Bahn wurde 1961 eingestellt, die Anlagen sind heute abgebaut.
Durch den Ort verläuft grob in Nord-Süd-Richtung die A229, die nördlich von Cranbrook von der in Ost-West-Richtung laufenden A262 gekreuzt wird. Der nächstgelegene Bahnhof ist Staplehurst, es gibt einen Anschluss an das Netz der Arriva-Fernbusse.

## Bekannte Einwohner
- Boyd Alexander (1873–1910), Offizier, Forscher und Ornithologe.
- Mildred Coles (1876–19??), Tennisspielerin
- Frederick Daniel Hardy (1827–1911), Maler und Mitglied der Cranbrook Colony
- Harry Hill (* 1964), Komiker
- Gerald Horsley (1862–1917), Architekt, Zeichner und Illustrator
- Piers Sellers (1955–2016), Astronaut
- Tim Smit (* 1954), Gründer des Eden Projects
- Robert Tooth (1821–1893), australischer Geschäftsmann und Brauereibesitzer
- Arthur Tooth (1839–1931), Geistlicher der Church of England

## Sonstiges
„Cranbrook“ ist der Titel eines Kirchenliedes das Thomas Clark von Canterbury um 1805 schrieb und das sich später als Weihnachtslied „While Shepherds Watched Their Flocks“ verbreitete.
Die Siedlung Cranbrook in British Columbia wurde von ihrem Gründer James Baker nach seiner Heimatstadt benannt.
Der in Kent lebende Schriftsteller H. E. Bates charakterisierte Cranbrook in einem seiner bekanntesten Romane wie folgt:

“Cranbrook is a village giving the impression of trying to remember what once made it important.”

„Der Ort Cranbrook erweckt den Eindruck, als versuche er die Erinnerung daran aufrecht zu halten, was ihn einst bedeutend gemacht hat.“